# Parafia Przenajświętszego Sakramentu w Pabianicach
Parafia Przenajświętszego Sakramentu w Pabianicach – mariawicka parafia diecezji śląsko-łódzkiej, Kościoła Starokatolickiego Mariawitów w RP. Obecnie do parafii należy kilka rodzin.
Siedziba parafii oraz kościół parafialny znajduje się w Pabianicach, w powiecie pabianickim w województwie łódzkim. 

## Historia parafii
Początek mariawityzmu w Pabianicach związany jest z powstaniem społeczności mariawickiej w Łodzi, gdzie od 1906 działał ks. Edward Marks. Pierwszą mszę mariawicką w Łodzi odprawiono 5 maja 1906 w kaplicy przy ul. Widzewskiej 7 (obecnie ul. Jana Kilińskiego). Na terenie Łodzi mariawityzm zyskał duże uznanie, wieść o nowym wyznaniu rozprzestrzeniła się w okolicznych miasteczkach, w tym w sąsiednich Pabianicach. Założycielem pabianickiej parafii dla 500 mariawitów oraz pierwszym proboszczem parafii mariawickiej był w latach 1911–1957 kapł. Henryk Maria Fabian Jarzymowski. Parafialny kościół Przenajświętszego Sakramentu został wybudowany w 1911. Parafia po śmierci kapł. Jarzymowskiego zamierała i od końca lat 50. obsługiwana jest przez proboszczów z Łodzi.

### Proboszczowie parafii
- kapł. Henryk Maria Fabian Jarzymowski (1911–1957)
- bp Stanisław Maria Andrzej Jałosiński (1957–1983)
- bp Zdzisław Maria Włodzimierz Jaworski (1983–1997)
- bp Michał Maria Ludwik Jabłoński (1997–2007)
- bp Zdzisław Maria Włodzimierz Jaworski (2007–2024)
- bp Michał Maria Ludwik Jabłoński (od 2024)

## Nabożeństwa
- Nabożeństwa niedzielne o godz. 14:00 (II i IV niedziela miesiąca);
- Adoracja miesięczna – ostatniego dnia każdego miesiąca.

## Zobacz także
- Cmentarz mariawicki w Pabianicach